# Married Life
Married Life (Brasil: Vida de Casado ) é um filme estadunidense de drama, do ano de 2007, dirigido por Ira Sachs e produzido pela Califórnia Films, baseado no romance Five Roundabouts to Heaven, de John Bingham.

## Sinopse
Vivendo há mais de trinta em um casamento feliz com sua mulher, Harry (Chris Cooper) conta a seu amigo, Richard (Pierce Brosnan), que, para sua surpresa, largará sua esposa para viver um novo amor ao lado de sua amante, Kay (Rachel McAdams), porém o grande problema se inicia no momento em que Harry diz ainda amar sua mulher e não querer fazê-la sofrer. Pat (Patricia Clarkson), a esposa, esconde um grande segredo de todos. Richard conhece a doce Kay e acaba por se apaixonar por ela, enquanto seu amigo faz uma viagem. Ao voltar, Harry não vê outra escolha de obter seus objetivos senão matando Pat e começa a bolar seu plano, e, enquanto isso, os outros três vivem seus segredos - segredos aos quais podem levar o tão bolado plano de Harry por água abaixo... Porém, por um instante, o problema de todos pode ser solucionado, e essa solução está nas mãos de Richard; no entanto, será que ele resolverá o dilema, mesmo tendo ele que perder sua amada Kay?

## Elenco Principal
- Chris Cooper.... Harry Allen
- Patricia Clarkson.... Pat
- Rachel McAdams.... Kay
- Pierce Brosnan.... Richard